# Chang'an

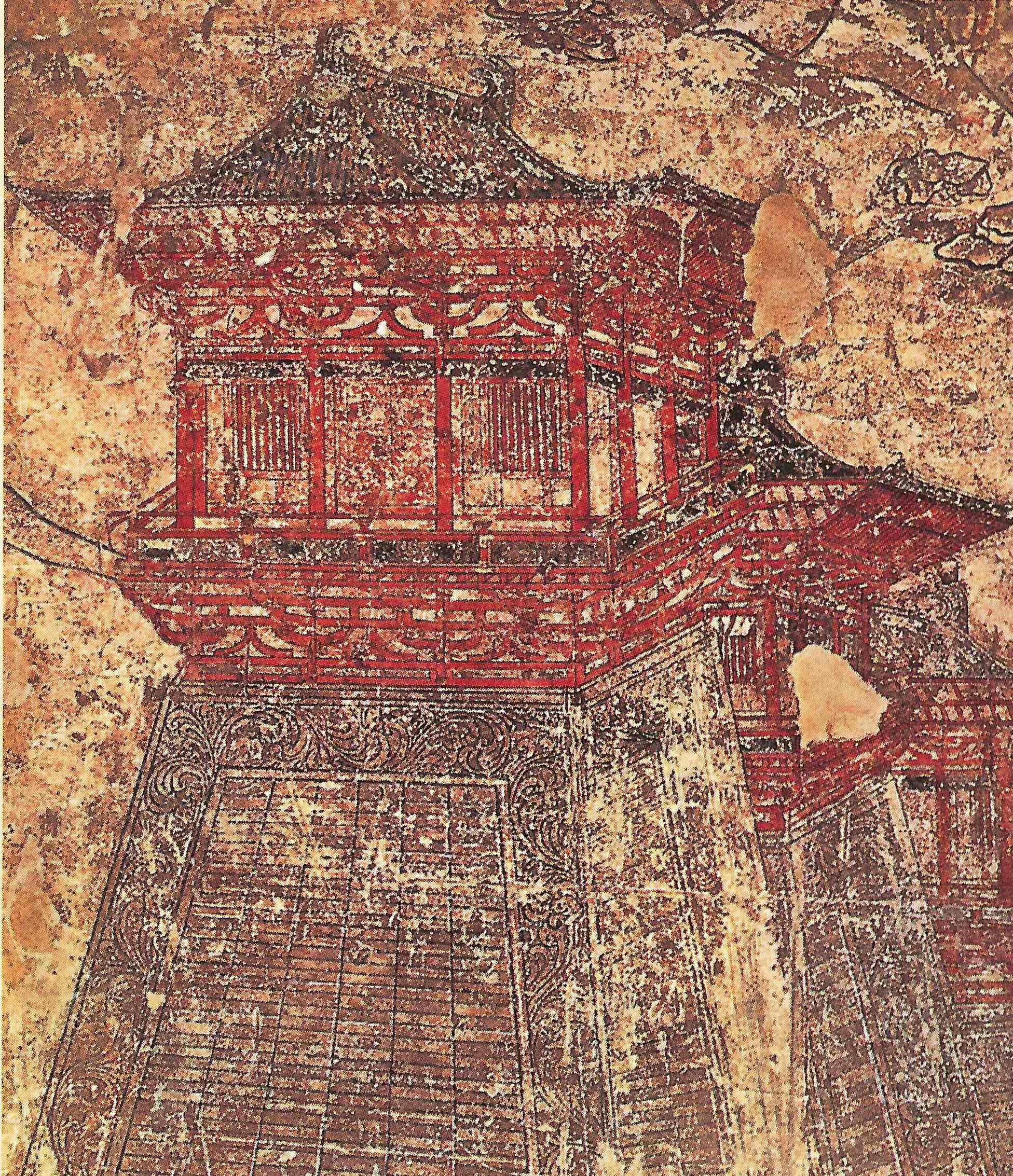
Torri 闕 (Que) dell'era Tang lungo le mura di Chang'an, raffigurate nel murale dell'VIII secolo nella tomba di Li Chongrun (682–701) del mausoleo Qianling nello Shaanxi

Chang'an (長安T, 长安S, Cháng'ānP, Ch'ang-anW, ) è stata l'antica capitale in Cina di oltre dieci dinastie della storia cinese. Letteralmente Chang'an significa "Pace Eterna" in cinese classico. Durante la breve dinastia Xin la città fu rinominata in "Pace Costante" (常安S, Cháng'ānP); nel 23, dopo la caduta della dinastia, riprese l'antico nome. Al tempo della dinastia Ming il nome divenne Xi'an, ovvero "Pace Occidentale", che è quello tuttora in uso.
Chang'an fu abitata fin dal Neolitico, quando la cultura di Yangshao si stabilì a Banpo nei sobborghi cittadini. Poco a nord dell'attuale Xi'an furono creati i tumuli del re Qin Shi Huang della dinastia Qin, che qui costruì il suo grande mausoleo custodito dal famoso esercito di terracotta.
Dalla sua capitale di Xianyang, la dinastia Qin regnò su un'area maggiore rispetto a quella delle precedenti dinastie. La città imperiale di Chang'an durante la dinastia Han fu spostata a nord-ovest dell'odierna Xi'an. Durante la dinastia Tang l'area nota come Chang'an comprendeva la fortificazione della Xi'an Ming ed alcune piccole aree a est e ad ovest, oltre a buona parte dei suoi sobborghi meridionali. La Chang'an Tang era 8 volte la dimensione della Xi'an Ming, ricostruita per poter diventare il quartier generale della città Sui e Tang. In questo periodo Chang'an era una delle più grandi e popolose città del mondo. Attorno al 750 Chang'an fu chiamata "città da un milione di persone" nei resoconti cinesi, e le moderne stime parlano di 800 000–1 000 000 di persone all'interno delle mura. Secondo il censimento del 742 riportato nel Nuovo libro dei Tang, 362 921 famiglie con 1 960 188 persone venivano contate a Jingzhao Fu (京兆府S, Jīngzhào FǔP), l'area metropolitana.